# Valerie Rubin
Valerie Rubin (* vor 1990 in New York City, New York) ist eine US-amerikanische Violinistin und Professorin an der Hochschule für Musik Nürnberg.

## Leben
Valerie Rubin bekam ihren ersten Geigenunterricht im Alter von sieben Jahren. Sie studierte zunächst an der Juilliard School im Fach Musik bei Ivan Galamian, später unter Sándor Végh am Mozarteum in Salzburg. Meisterkurse belegte sie bei Yehudi Menuhin und Josef Gingold. 1991 gab sie ihr Debüt in einem der Säle der Carnegie Hall in New York.
Für den BR, HR und den WDR nahm sie Rundfunkaufnahmen auf, ebenso zahlreiche CD-Aufnahmen. Als Gastmusikerin trat sie bei dem Kammermusikfestival im österreichischen Salzburg, im Schweizerischen Blonay und im finnischen Kuhmo auf. In ihrer Tätigkeit als Konzertmeisterin spielte sie mit der Deutschen Kammerakademie Neuss, dem Südwestdeutschen Kammerorchester Pforzheim und dem Ensemble Kontraste. Sie tritt sowohl als Barockgeigerin als auch mit dem Ensemble Modern auf, welches auf zeitgenössische Musik spezialisiert ist. Rubin musiziert außerdem in den von ihr gegründeten Ensembles The rubin chamber players, Trio Plus und Ensemble Lyrique. Seit 1994 unterrichtet Valerie Rubin an der Hochschule für Musik Nürnberg Violine und Kammermusik.

## Discogs
- 1990: Berlin im Licht von Kurt Weill (mit dem Ensemble Modern und weiteren Künstlern)
- 1994: h-Moll-Messe von Johann Sebastian Bach (mit dem Deutschen Kammerakademie Neuss und weiteren Künstlern)
- 1998: Nature’s Voice von Harald Knauss (mit weiteren Künstlern)
- 1999: Complete Symphonies Vol. 1 (mit weiteren Künstlern)
- 2017: Sechs Eigenschaften, For String Trio (mit weiteren Künstlern)